# 明献陵
献陵是明仁宗朱高炽（洪熙帝）的陵墓，位於北京市昌平区。明仁宗是明成祖朱棣长子，生母徐皇后为中山王徐达之女。
明仁宗登基后仅八个月，一病不起，于洪熙元年（1425年）五月，心脏病发于钦安殿駕崩。後谥“敬天体道纯诚至德弘文钦武章圣达孝昭皇帝”，庙号“仁宗”。